# Longyearbyens hamn

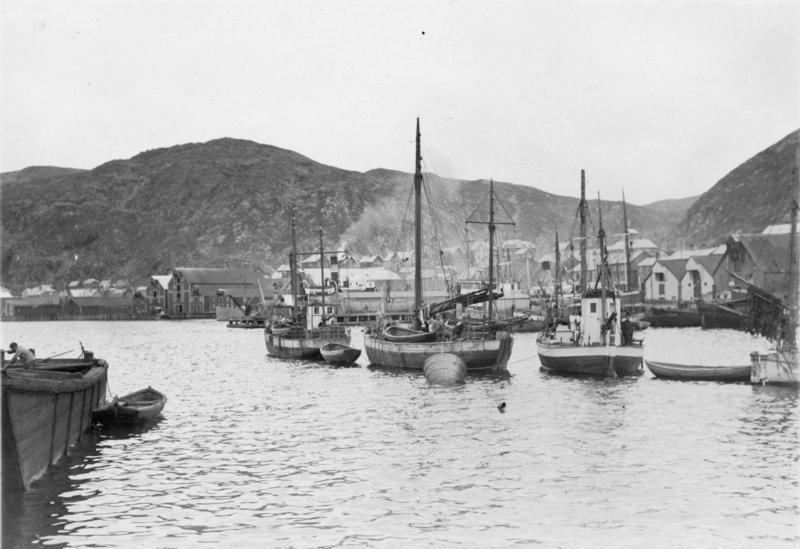
Longyearbyens hamn 1925

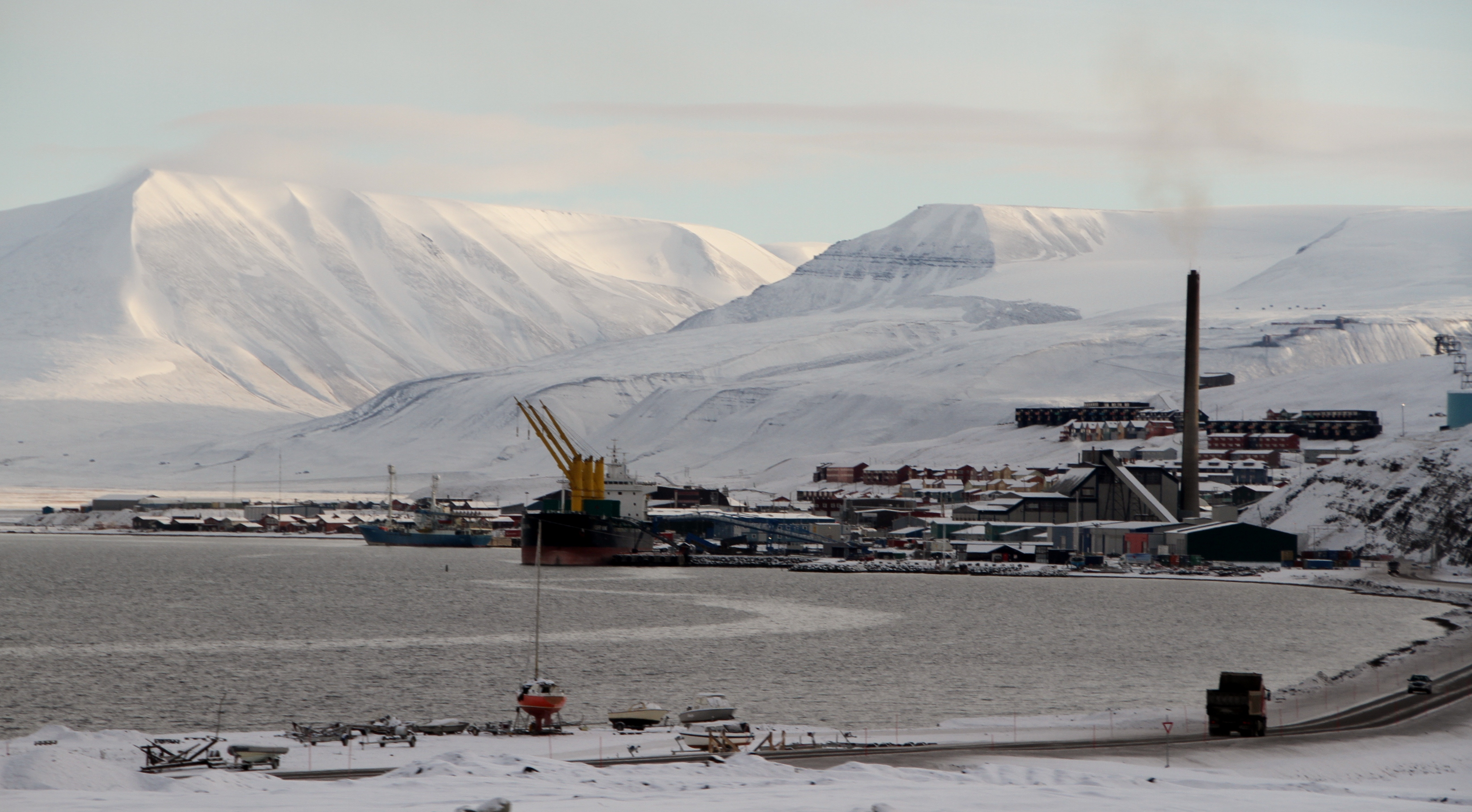
Longyearbyens hamn. Till vänster i bilden ses Adventdalen.
Skorstenen tillhör Longyearbyens gamla energiverk.

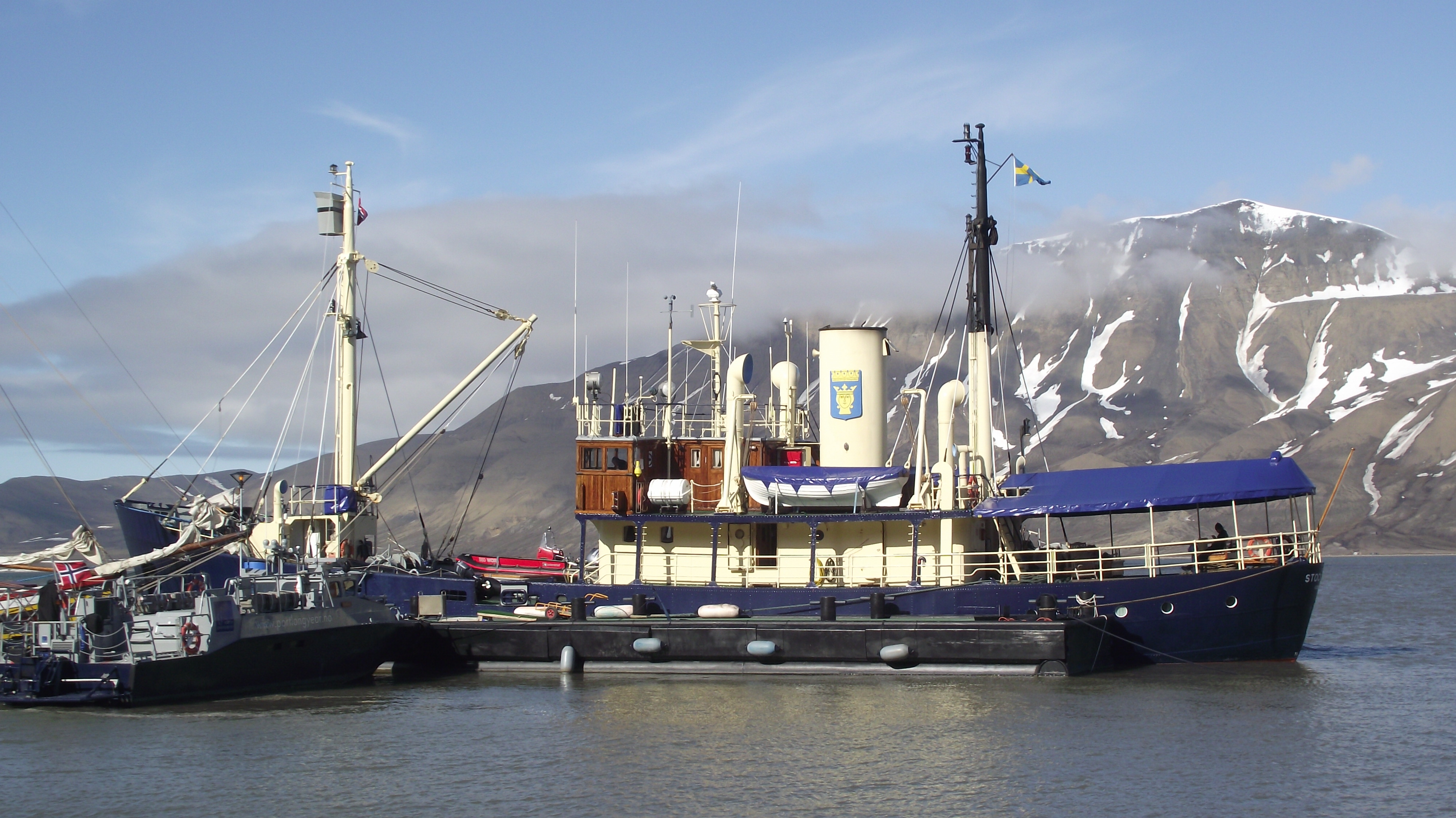
Kryssningsfartyget M/S Stockholm i Longyearbyens hamn 2012

Longyearbyens hamn är en hamn i Longyearbyen i Svalbard, som började anläggas 1907.
Longyearbyens hamn ligger nära Longyearälvens mynning vid Adventfjorden. Den byggdes ursprungligen för export av kol från gruvan i Longyearbyen i början av 1900-talet. Kolexporten flyttades senare till en kolhamn längre ut mot Isfjorden vid Hotellneset, vilken drivs av Store Norske Spitsbergen Kulkompani A/S, medan den äldre hamnen idag huvudsakligen ägs och drivs av Longyearbyens lokalstyre.
Longyearbyen har idag fyra kajer: Bykaia, Gammelkaia, Kullkaia och Turistkaia. Bykaia är Longyearbyens hamn för tung last och kryssningsfartyg och är 9 meter djup vid kaj. Den började byggas efter andra världskriget och byggdes ut 1993–1994. Gammelkaia används framför allt som kajplats för Sysselmannens på Svalbard tjänstefartyg M/S Polarsyssel och för viss godstrafik. Kullkaia, med ett djup på 10-12 meter, används i första hand för kolfartyg och för att lossa asfalt, sand och grus. Turistkaia är en 2007 anlagd flytbrygga i plast, som betjänar passagerarfartyg på upp till 60 meters längd. Dessutom finns det en småbåtshamn som ligger strax söder om kolhamnen.
Longyearbyens hamn har inte alltid varit tillgängligt vintertid, och det har inte funnits isbrytare stationerade där. Under senare år har hamnen tenderat att vara farbar året runt.
Longyearbyens hamn tog emot 50 000 turister från 56 kryssningsfartyg och 274 expeditionsfartyg 2017, med en högsäsong juni-september. Antalet fraktfartyg var 79 och antalet forskningsfartyg 88 samma år.